# Mentalidade de vítima
Mentalidade de vítima é um traço de personalidade adquirido no qual uma pessoa tende a reconhecer-se ou considerar-se vítima das ações negativas dos outros, e a se comportar como se fosse esse o caso diante de evidências contrárias de tais circunstâncias. A mentalidade de vítima depende de processos de pensamento e atribuição claros. Em alguns casos, aqueles com mentalidade de vítima foram de fato vítimas de atos ilícitos de terceiros ou sofreram infortúnios sem culpa própria. No entanto, tal infortúnio não significa necessariamente que a pessoa irá desenvolver uma mentalidade de vítima universal e difusa, na qual a pessoa frequentemente ou constantemente se percebe como vítima.
O termo também é usado em referência à tendência de culpar os próprios infortúnios como sendo crimes de outra pessoa, o que também é conhecido como vitimismo.
A mentalidade de vítima é desenvolvida principalmente, por exemplo, a partir de membros da família e de situações durante a infância. Da mesma forma, os criminosos muitas vezes se envolvem no pensamento de vítima, acreditando que são moralmente corretos e que cometem crimes apenas como uma reação a um mundo imoral e, além disso, sentindo que as autoridades estão injustamente os escolhendo para a perseguição.

## Fundações
No geral, vítima é qualquer pessoa que experimenta ferimentos, perdas ou infortúnios como resultado de algum evento ou série de eventos. Essa experiência negativa, entretanto, é insuficiente para o surgimento de um sentimento de vitimização. Os indivíduos podem se identificar como vítimas se acreditarem que:
- foram prejudicados;
- não foram a causa da ocorrência do ato prejudicial;
- não tinham nenhuma obrigação de prevenir o dano;
- o dano constituiu uma injustiça na medida em que violou seus direitos (se infligido por uma pessoa), ou eles possuíam qualidades (por exemplo, força ou bondade de caráter) tornando-os pessoas a quem aquele dano não era adequado;
- eles merecem simpatia.[6]

O desejo de empatia é fundamental na medida em que a mera vivência de um acontecimento prejudicial não é suficiente para o surgimento da sensação de ser vítima. Para que haja esse sentido, há a necessidade de perceber o dano como imerecido, injusto e imoral, ato que não poderia ser evitado pela vítima. A necessidade de obter empatia e misericórdia pode então surgir.
A mentalidade de vítima geralmente é produto da violência. Aqueles que a têm geralmente tiveram experiências de crise ou trauma em suas raízes. Em essência, é um método de evitar responsabilidades e críticas, recebendo atenção e compaixão e evitando sentimentos de raiva genuína.

## Características
A mentalidade de vítima pode se manifestar em uma variedade de diferentes comportamentos ou maneiras de pensar e falar:
- Identificar os outros como a causa de uma situação indesejada e negar a responsabilidade pessoal pela própria vida ou pelas circunstâncias.[9]
- Exibir níveis elevados de atenção (hipervigilância) quando na presença de outras pessoas.
- Conscientização das intenções negativas de outras pessoas.
- Acreditar que outras pessoas geralmente têm mais sorte.
- Obter alívio por sentir pena de si mesmo ou receber simpatia de outras pessoas.

Tem sido tipicamente caracterizado por atitudes de pessimismo, autopiedade e raiva reprimida. Pessoas com mentalidade de vítima podem desenvolver explicações convincentes e sofisticadas em apoio a tais ideias, que então usam para explicar a si mesmas e aos outros sobre sua situação.
Pessoas com mentalidade de vítima geralmente podem também:
- exibir uma tendência geral para perceber uma situação de forma realista; ainda pode não ter consciência ou curiosidade sobre a raiz da real impotência em uma situação;[11]
- ser introspectivos;
- se considerarem intitulados e serem egoístas;[12]
- ser defensivos: na conversa, a leitura de uma intenção negativa em uma pergunta neutra e reagindo com uma acusação correspondente, dificultando a solução coletiva de problemas por reconhecer o conflito inerente;
- ser discriminatórios: tende a dividir as pessoas em "boas" e "más", sem meio-termo entre elas;[13]
- ser pouco aventureiros: geralmente relutante em correr riscos mesmo pequenos e calculados; exagerar a importância ou probabilidade de possíveis resultados negativos;
- exibir desamparo aprendido: subestimar a habilidade ou influência de uma pessoa em uma determinada situação; sentindo-se impotente;
- fazer auto-humilhação: colocar-se ainda mais para baixo do que os outros estão fazendo.

Uma mentalidade de vítima pode ser refletida por marcadores linguísticos ou hábitos, como fingir:
- não ser capaz de fazer algo ("não consigo..." );
- não ter escolhas ("preciso...", "tenho que..."); ou
- uma humildade epistemológica ("não sei").

Outras características de uma mentalidade de vítima incluem:
- Necessidade de reconhecimento - o desejo de que os indivíduos tenham sua condição de vítima reconhecida e afirmada por outros. Esse reconhecimento ajuda a reafirmar suposições básicas positivas mantidas pelo indivíduo sobre si mesmo, os outros e o mundo em geral. Isso também implica que os infratores reconheçam seus delitos. Em um nível coletivo, isso pode encorajar as pessoas a ter um bem-estar positivo em relação a eventos traumáticos e encorajar atitudes conciliatórias em conflitos de grupo.
- Elitismo moral - a percepção da superioridade moral de si mesmo e da imoralidade do outro lado, tanto em nível individual quanto em grupo. Em um nível individual, isso tende a envolver uma visão "preta e branca" da moralidade e das ações dos indivíduos. O indivíduo nega a própria agressividade e se vê como fraco e perseguido pelo moralmente impuro, enquanto o outro é visto como ameaçador, perseguidor e imoral, preservando a imagem de um eu moralmente puro. No nível coletivo, o elitismo moral significa que os grupos enfatizam os danos infligidos a eles, ao mesmo tempo que se consideram moralmente superiores. Isso também significa que os indivíduos veem sua própria violência como justificada e moral, enquanto a violência do grupo de fora é injustificada e moralmente errada.
- Falta de empatia - porque os indivíduos estão preocupados com seu próprio sofrimento, eles tendem a não querer desviar o interesse para o sofrimento dos outros. Eles irão ignorar o sofrimento dos outros ou agir de forma mais egoísta. No nível coletivo, os grupos preocupados com sua própria vitimização não estão dispostos a ver a perspectiva do grupo de fora e mostram menos empatia para com seus adversários, sendo menos propensos a aceitar a responsabilidade pelos danos que cometem. Isso faz com que o grupo seja coletivamente egoísta.
- Ruminação - as vítimas tendem a concentrar a atenção em sua angústia e em suas causas e consequências, em vez de nas soluções. Isso causa agressão em resposta a insultos ou ameaças e diminui o desejo de perdão, incluindo o desejo de vingança contra o perpetrador. Dinâmicas semelhantes ocorrem no nível coletivo.

## Vítimas de abuso e manipulação
Vítimas de abuso e manipulação muitas vezes ficam presas em uma autoimagem de vitimização. O perfil psicológico de vitimização inclui uma sensação generalizada de desamparo, passividade, perda de controle, pessimismo, pensamento negativo, fortes sentimentos de culpa, vergonha, autocensura e depressão. Essa maneira de pensar pode levar à desesperança e ao desespero. Pode levar muito tempo para que os terapeutas construam um relacionamento de confiança com a vítima. Frequentemente, existe uma desconfiança em relação a figuras de autoridade e a expectativa de ser ferido ou explorado.

## Escapando
Em 2005, um estudo conduzido pelo psicólogo Charles R. Snyder indicou que se um sofredor mental de vítima perdoar a si mesmo ou a situação que leva a esse estado mental, os sintomas de PTSD ou hostilidade podem ser mediados.
Para vítimas adolescentes, a terapia em grupo e as técnicas de psicodrama podem ajudar as pessoas a obter uma visão realista de traumas passados. Essas técnicas enfatizam os sentimentos das vítimas e expressam esses sentimentos. Os grupos de apoio são úteis para permitir que outros pratiquem técnicas de assertividade e apoiar calorosamente os outros no processo.
As técnicas identificadas bem-sucedidas incluíram métodos de ensino terapêutico relativos aos conceitos da teoria da decisão normativa, inteligência emocional, terapia cognitiva e locus psicológico de controle . Esses métodos têm se mostrado úteis para permitir que indivíduos com mentalidade de vítima reconheçam e liberem essa mentalidade.